# 石刀站
石刀站（日语：／ Iwato eki */?）是位於日本愛知縣一宮市今伊勢町馬寄西流，屬於名古屋鐵道（名鐵）名古屋本線的鐵路車站。車站編號為NH52。

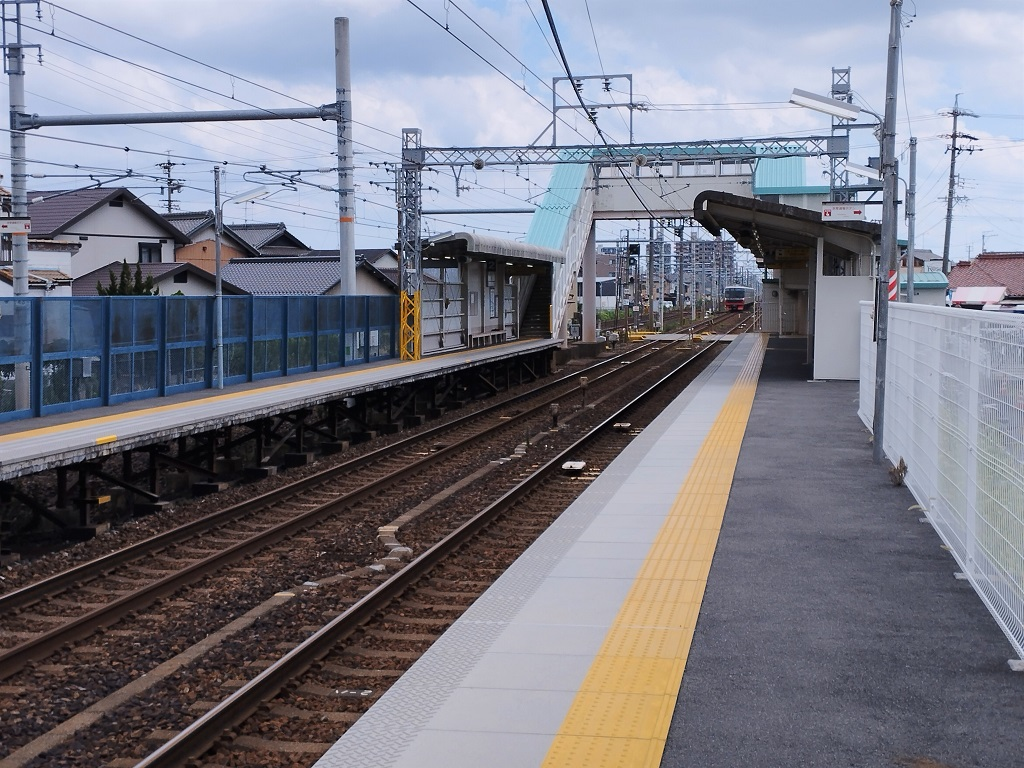
月台（2022年7月）

## 車站構造
此站為對向式月台2面2線的高架車站。
| 月台 | 路線       | 方向 | 目的地                   |
| ---- | ---------- | ---- | ------------------------ |
| 1    | 名古屋本線 | 下行 | 名鐵岐阜方向             |
| 2    | 名古屋本線 | 上行 | 名鐵一宮、名鐵名古屋方向 |

### 配線圖
| ← 一宮、名古屋方向 | 石刀站 構內配線略圖 | → 岐阜方向 |
| 图例 参考文献：    |                     |            |

## 相鄰車站
名古屋鐵道
 名古屋本線
□μ-SKY、□快速特急、□快速特急、■特急、□快速急行（特別停車）、■急行、■準急
通過
■普通
今伊勢（NH51）－石刀（NH52）－新木曾川（NH53）

## 外部連結
- 石刀 - 名古屋鐵道